# Incognito Entertainment
Incognito Entertainment, eller Incog Inc., var en amerikansk datorspelsutvecklare, grundat år 1999 av Scott Campbell och David Jaffe och var en del av Sony Computer Entertainment. Företaget bildades av tidigare anställda från SingleTrac, ett spelföretag som bland annat skapat Twisted Metal-spelserien och Jet Moto, men som lades ner år 2000 och skapade företaget Incognito Entertainment för att fortsätta att utveckla sina populära spel. Företaget låg i Salt Lake City, Utah. 
En större del av företagets anställda hade redan lämnat företaget, trots att Sony inte hade utlagt företagets nedläggning. David Jaffe och Scott Cambell, företagets två grundare, lämnade företaget i juli 2007 tillsammans med många andra anställda, och bildade ett eget privatägt företag vid namn Eat Sleep Play. De övriga anställda anfördes nu av Dylan Jobe och skapade online-spelet Warhawk till Playstation 3. Men i mars 2009 lämnade han företaget tillsammans med ett flertal andra anställda, och bildade studion Lightbox Interactive.
Från och med 2010 anses studion så gott som nedlagd.

## Spel (i urval)
| Speltitel                   | Datum | Format               |
| --------------------------- | ----- | -------------------- |
| Twisted Metal: Black        | 2001  | Playstation 2        |
| Twisted Metal: Small Brawl  | 2001  | Playstation          |
| Twisted Metal: Black ONLINE | 2002  | Playstation 2        |
| War of the Monsters         | 2003  | Playstation 2        |
| Downhill Domination         | 2003  | Playstation 2        |
| Twisted Metal: Head-On      | 2005  | Playstation Portable |
| Calling All Cars!           | 2007  | Playstation 3        |
| Warhawk                     | 2007  | Playstation 3        |